# ريتشارد فانك
ريتشارد فانك هو سباح كندي، ولد في 22 نوفمبر 1992.